# 東勢厝
23°40′30″N 120°15′19″E / 23.674916°N 120.255234°E
東勢厝，是臺灣雲林縣東勢鄉的一個傳統地域名稱，也是全鄉行政中心所在地，位於該鄉中部偏南。相較於今日行政區，其範圍大致包括東北村不含東部邊界地帶、東南村、程海村東部北側凸出部分。

## 歷史
台灣清治末期，東勢厝地區為一街庄，稱為「東勢厝庄」，隸屬於海豐堡。該庄北部西段及中段分別與下許厝藔庄、同安厝庄為鄰，北部東段及東部與月眉庄為鄰，南邊為牛埔頭庄，西邊為程海厝庄、路利潭庄。
1901年（日治明治三十四年）11月，全台廢縣廳改設二十廳，該庄隸屬於斗六廳。1903年（明治三十六年）6月，該庄編入「東勢厝區」，仍隸屬於斗六廳。1909年（明治四十二年）10月，合併二十廳為十二廳，東勢厝區改隸屬於嘉義廳。1920年（大正九年），全台地方制度大改正，廢十二廳改設五州二廳，該庄改制為「東勢厝」大字，隸屬於臺南州虎尾郡海口庄。
戰後海口庄改制為海口鄉，隸屬於臺南縣，大字亦改制為村。1946年9月，海口鄉拆分為臺西、東勢兩鄉，本地區隸屬於東勢鄉。1950年9月，雲、嘉、南分治，東勢鄉改隸屬於雲林縣。

## 聚落
本地區發展較早的聚落有東勢厝、三塊厝等，在日治期初期的官方地圖上已有記載。

## 交通
省道台78線即「東西向快速公路－台西古坑線」，是雲林縣境內的東西向快速公路，大致以西南西—東北東走向經過本地區中北部，並於境內縣道153號交會處設有東勢交流道。由此向西南西轉西可前往台西鄉並止於省道台61線（西部濱海快速公路）交會處的台西交流道；向東可前往元長鄉北部、土庫鎮、虎尾鎮南部、大埤鄉東北部、斗南鎮、斗六市南部、古坑鄉西北部、高厝林子頭的東側端點（古坑端）並止於國道3號古坑系統交流道；亦可於大埤鄉與斗南鎮交界地帶的雲林系統交流道轉接國道1號前往台灣西部南北各地。
縣道153號（安南路、康安路、東勢東路、東榮路）是麥寮鄉麥寮至北港鎮好收的道路，大致以北向南由本地區北部邊界中央偏西入境後，轉東南微南經省道台78線（東西向快速公路－台西古坑線）東勢交流道，至縣道158號路口轉南南西進入東勢市區後轉南，至東勢東路路口轉東南東，約20公尺後於東榮路路口轉南以至出境。由該道路向北可前往麥寮市區南側並止於省道台17線路口；向南可前往四湖鄉東部、北港鎮西部略偏北的好收並止於縣道155號路口。
縣道158號（東勢西路、外環西路、外環東路、文化路）是台西鄉海口至斗南鎮北勢仔的道路，大致以西北—東南走向由本地區西部邊界中央地帶入境後，經省道台78線（東西向快速公路－台西古坑線）高架橋下，至外環西路路口轉東南東，經縣道153號路口續行，至本地區東部邊界南側路口轉東北東出境。由該道路向西北可前往台西鄉並止於省道台17線路口；向東北東可前往褒忠鄉、土庫鎮、虎尾鎮、斗南鎮並止於省道台1線路口。
鄉道雲7線是霄仁厝至東勢的道路，目前未全線通車，其南側端點（終點）位於本地區中央偏南的東勢市區縣道153號路口。由此向東北經縣道158號路口轉北北東，經省道台78線（東西向快速公路－台西古坑線）高架橋下後續行以至出境，可前往月眉與同安厝交界地帶、同安厝，過新虎尾溪興同橋後道路因高低落差而中斷，繞路後續行可前往麥寮市區東北側的霄仁厝聚落並止於鄉道雲6線路口。
鄉道雲112線是圳頭厝至頂寮的道路，大致以南向北到達本地區南部邊界中央略偏東地帶，轉東南東沿邊界而行，其後續沿邊界轉東北再轉東北東再轉東北，入境一小段路後轉東北東出境。由該道路向南可前往牛埔頭地區主聚落，轉西可前往該地區圳頭厝聚落並止於鄉道雲113線路口；向東北東可前往月眉地區西南部並止於縣道158號路口。
鄉道雲124線（嘉芳北路）是五榔（五塊寮）至東勢的道路，其東側端點（終點）位於本地區南部邊界外不遠處的縣道153號路口。由此向西北轉西北西，入境後穿越本地區西南部，由本地區西部邊界中央偏南地帶出境後，可前往程海厝北部、五塊寮並止於縣道158號路口。
鄉道雲124-2線是東勢至港底寮的道路，其東北側端點（起點）位於本地區南部邊界地帶的鄉道124線路口。由此向西南西轉西南微西沿邊界而行，其後沿轉西南再轉西，入境一小段後轉西南出境，可前往牛埔頭西部、牛埔頭與程海厝交界地帶並止於港底寮聚落東北郊的鄉道122號路口。

## 學校
- 東勢國小